# Joseph Opoku
Joseph Amankwaah Opoku (8 augustus 2005) is een Ghanese voetballer die een contract heeft tot de zomer van 2026 bij de Belgische tweedeklasser SV Zulte Waregem. Opoku is een rechtsvoetige aanvaller met rugnummer 22.

## Carrière

### Jeugd
Opoku werd geboren in Ghana en genoot zijn jeugdopleiding bij Great Corinthians FC. Dat is een amateurvoetbalclub uit Accra voor jongens tussen de 8 en 25 jaar die van voetbal hun beroep willen maken. 

### SV Zulte Waregem
Hij maakte indruk op het technische team van Zulte Waregem tijdens de tests en dit resulteerde in zijn eerste profcontract. Opoku die op jonge leeftijd het huis verliet om profvoetballer te worden, tekent een contract van 2 seizoenen en 2 jaar optie. Joseph startte zijn seizoen bij Jong Essevee, maar na één wedstrijd gespeeld te hebben maakte hij al snel de overstap naar het eerste elftal. Zijn debuutwedstrijd in Eerste klasse B was op 15 september 2024 waar hij inviel voor Ablo Traore in een 1-3 gewonnen wedstrijd tegen KAS Eupen. Twee weken later scoorde hij zijn eerste doelpunt voor het team. Opoku maakte het winnende doelpunt tegen RSCA Futures die met 2-3 werd gewonnen.

## Statistieken
| Seizoen | Club             | Land            | Competitie         | Competitie | Competitie | Beker | Beker | Totaal | Totaal |
| Seizoen | Club             | Land            | Competitie         | Wed.       | Dlp.       | Wed.  | Dlp.  | Wed.   | Dlp.   |
| ------- | ---------------- | --------------- | ------------------ | ---------- | ---------- | ----- | ----- | ------ | ------ |
| 2024/25 | Jong Essevee     | Vlag van België | Tweede nationale A | 1          | 0          | –     | –     | 1      | 0      |
| 2024/25 | SV Zulte Waregem | Vlag van België | Eerste Klasse B    | 13         | 2          | 2     | 0     | 15     | 2      |
| Totaal  | Totaal           | Totaal          | Totaal             | 14         | 2          | 2     | 0     | 16     | 2      |

Bijgewerkt tot 29 december 2024.